# Maple Leaf Gardens
Maple Leaf Gardens – kompleks sportowo-widowiskowy w Toronto, w prowincji Ontario. Do sezonu 1999 swoje mecze w nim rozgrywała drużyna hokejowa NHL – Toronto Maple Leafs. Obiekt powstał w 1931 roku i początkowo mógł pomieścić 14 550 widzów. Aktualnie – po renowacji, może pomieścić 2796 widzów.
Obecnie swoje spotkania w kompleksie rozgrywa drużyna Ryerson University – Ryerson Rams. Lodowisko umiejscowione jest na trzecim poziomie obiektu i nosi nazwę Mattamy Home Ice.